# Čerstvá Voda
Čerstvá Voda (též Čistá Voda) je luční enkláva Labské, přesněji Krausových Bud. Nachází se v jihovýchodním úbočí Šeřína, ve vzdálenosti 6 km na jih od Špindlerova Mlýna. V jejím středu stojí dřevěná zvonice a nedaleko ní kříž. Na jih od Čerstvé Vody se nachází cvičný horolezecký terén zvaný Emina skála.

## Historie
V roklině v lese nad enklávou byl dne 18. února 1865 lavinou zabit lesní adjunkt Vincenc Berger. V místě neštěstí se dnes nachází tzv. Bergerova mohyla. V roce 2013 se zde událo neštěstí na lanové dráze Bumbálka, při kterém došlo k jednomu úmrtí a několika dalším vážným zraněním.

## Dostupnost
Horní část Čerstvé Vody není pro silniční vozidla dostupná ze silnice vedoucí údolím Labe, ale pouze z neveřejné komunikace Benecko - Špindlerův Mlýn procházející přes sedlo Rovinku. K chatě Bumbálka byl z toho důvodu zřízena krátká nákladní lanová dráha.
Pěší přístup je možný po turistických trasách:
- po  žluté turistické značce z Přední Labské.
- po  žluté turistické značce ze Zákoutí přes sedlo Rovinku.
- po  zelené turistické značce z Labské.
- po  zelené turistické značce z Benecka.